# Lydia Maria Makrides
Lydia Maria Makrides (* 2. Februar 2002 in Weimar) ist eine deutsche Schauspielerin.

## Leben
Lydia Maria Makrides sammelte zwischen 2007 und 2009 erste Auftrittserfahrungen im Kinderchor der Oper Leipzig, Theaterauftritte folgten am Centraltheater Leipzig und Theaterjugendclub #noname des Schauspiel Leipzig. In England folgten ab 2015 weitere Schritte in ihrer Schauspielausbildung bei der Gloucestershire Youth Theatre Company (GYTC) und dem Everyman Theater in Cheltenham. Sie nahm mehrere Jahre lang Gesangsunterricht, ab 2017 erfolgte ihre Ausbildung in London an der Royal Central School of Speech and Drama der University of London und der Royal Academy of Dramatic Art.
Seit 2011 wirkte sie wiederholt in deutschen Film- und Fernsehproduktionen mit, so unter anderem in den Serien SOKO Leipzig oder Morden im Norden und Fernsehfilmen wie Dimitrios Schulze oder Neben der Spur ist auch ein Weg. In der Netflix-Serie Dark hatte sie eine wiederkehrende Nebenrolle.
Makrides wohnt in Berlin.

## Filmografie
- 2014: Kleine Hände im Großen Krieg (Fernsehserie, Folge Der Schmerz)
- 2016: Dimitrios Schulze (Fernsehfilm)
- 2017–2020: Dark (Fernsehserie, 8 Folgen)
- 2019: Morden im Norden (Fernsehserie, Folge Die verlorene Tochter)
- 2020: SOKO Leipzig (Fernsehserie, Folge Unvergessen)
- 2022: Neben der Spur ist auch ein Weg (Fernsehfilm)
- 2022: Hartwig Seeler – Im Labyrinth der Rache
- 2024: Ostfriesenkrimis – Ostfriesennacht
- 2025: Tod in der Bucht – Ein Kreta-Krimi